# Gilda Musa
Gilda Musa (geboren 1926 in Forlimpopoli; gestorben am 26. Februar 1999 in Mailand) war eine italienische Science-Fiction-Autorin, Lyrikerin, Journalistin, Essayistin und Übersetzerin.

## Leben
Geboren als Tochter des Holzschneiders Romeo Musa in einer Kleinstadt der norditalienischen Romagna, studierte Musa Germanistik in Heidelberg. Sie promovierte in Mailand, wo sie seither lebte und zahlreiche Beiträge für Tagespresse und Rundfunk verfasste. Sie veröffentlichte mehrere Lyrikbände, beginnend mit Il porto quieto (1953). Sie war verheiratet mit dem Schriftsteller und Verleger Inìsero Cremaschi, mit dem zusammen sie zwei SF-Romane und mehrere Erzählungen schrieb.
Der Roman Giungla domestica (1975) wurde als Der häusliche Dschungel auch ins Deutsche übersetzt. Darin geht es um intelligente Pflanzen, die von der isoliert in den Apenninen lebenden Botanikerin Constanze gezüchtet werden. Als sie zum Opfer einer Gewalttat wird, zeigt sie die Täter nicht an, sondern macht ihre Pflanzen zu Werkzeugen ihrer Rache.

## Bibliografie
Lyrik
- Il porto quieto (1953)
- Morte di volo (1957)
- Poesia tedesca del dopoguerra (1958)
- Le armi (1959)
- Amici e nemici (1961)
- Gli onori della cronaca: 1961–1962 (1964)
- La notte artificiale (1965)
- Lettere senza francobollo (1972)

Romane
- Le grotte di Marte (mit Inìsero Cremaschi, 1974)
- Giungla domestica (1975)
  - Deutsch: Der häusliche Dschungel. Übersetzt von Hilde Linnert. Heyne SF&F #4098, 1984, ISBN 3-453-31058-6.
- Dossier extraterrestri (mit Inìsero Cremaschi, 1978)
- Fondazione «Id» (1981)
- L’arma invisibile (1982)

Sammlungen
- Strategie (1968)
- Esperimento donna (1979)
- La farfalla sul soffitto (1988)
- Festa sull’asteroide (1972)

Kurzgeschichten und Erzählungen
- L’unico abitabile (1963)
- Memoria totale (1963)
- Max (1964)
- Trenta colonne di zeri (1964)
- Esperimento donna (auch als Su Libria: sesso senza amore, Terrestrizzazione, 1964)
- Racconto a sei mani (mit Anna Rinonapoli und Inìsero Cremaschi, 1964)
- Amanti della scienza (1968)
- Più o meno una macchina (1968)
- I traditori (1968)
- Tempi diversi (1972)
- Abhorrens (1972)
- Festa sull’asteroide (1972)
- Alla ricerca dei Likiani (1973)
- Gli uomini del garage (mit Inìsero Cremaschi, 1975)
- Mascherature parallele (auch als Marinella super, Una in grigio, una in rosa, 1976)
- Girotondo con il cadavere (1976)
- Pirati spaziali (1977)
- Il museo dei figli della Terra (auch als Gli ex-bambini, 1978)
- Visto dall’alto, da lontano (1978)
- Ultimo quarto di luna sul mare (1979)
- Davanti a una siepe di more (1979)
- Archeologia vivente (1979)
- L’invito (1979)
- Proprietà privata (1979)
- Memorie di una nave (1980)
- Il castello, la fattoria, le macerie (1980)
- Creature prodigio (1983)
- Non andare sull’isola (1986)
- La farfalla sul soffitto (1988)
- La pianista azzurra (1988)
- Oltre il promontorio (1988)
- Il colore della colpa (1988)
- Avventura nel verde (1988)
- Silvano e la luna (1988)
- Musica perduta (1988)
- Lui e l’altro (1988)
- Villaggio di montagna sotto la neve (1988)
- Velia nelle dodici zone (1988)
- L’uomo che c’era e non c’era (1992)